# Позенское
Позенское — пресноводное озеро на территории Амбарнского сельского поселения Лоухского района Республики Карелии.

## Общие сведения
Площадь озера — 4,3 км², площадь водосборного бассейна — 521 км². Располагается на высоте 42,8 метров над уровнем моря.
Форма озера лопастная, продолговатая: оно почти на пять километров вытянуто с запада на восток. Берега изрезанные, каменисто-песчаные, местами заболоченные.
Через озеро течёт река Гридина, впадающая в Белое море.
С запада в озеро впадает протока, вытекающая из Малого Позенского озера.
В озере не менее четырёх десятков безымянных островов различной площади, однако их количество может варьироваться в зависимости от уровня воды.
Населённые пункты вблизи водоёма отсутствуют.
Код объекта в государственном водном реестре — 02020000711102000002873.